# Mario Soriano
Mario Soriano Carreño (Alcalá de Henares, 22 aprile 2002) è un calciatore spagnolo, ala del Deportivo La Coruña.

## Carriera

### Club
Cresciuto nel settore giovanile dell'Atlético Madrid, esordisce in prima squadra nel 2021 in occasione della partita di Coppa del Re persa per 1-0 contro il Cornellà.
Nel 2021 viene ceduto in prestito al Deportivo La Coruña, che ne riscatta il cartellino la stagione seguente.

### Nazionale
Ha giocato nelle nazionali giovanili spagnole Under-17 ed Under-18.

## Palmarès

### Club

#### Competizioni nazionali
- Primera División (Spagna): 1

Atlético Madrid: 2020-2021